# Wauchier de Denain
Wauchier de Denain est un écrivain français de langue d'oïl et traducteur écrivant en dialecte picard, originaire de Denain et actif au début du XIIIe siècle. On lui attribue notamment une continuation du Graal de Chrétien de Troyes.
Wauchier de Denain se distingue par une activité littéraire particulièrement intense.
Œuvrant au service de la famille souveraine de Flandres, il traduit, sous son nom, 
- la Vita Patrum, dont les Verba Seniorum, dans une prose émaillée de pièces versifiées
- l’Historia Monachorum de Rufin d’Aquilée et les trois premiers livres des Dialogues de saint Grégoire le Grand.
- Il compose par ailleurs une Vie de sainte Marthe pour Jeanne de Constantinople.
- Dans une veine plus profane avec la Deuxième Continuation du Conte du Graal de Chrétien de Troyes datée des années 1205-12102
- L’Histoire ancienne jusqu’à César (désormais HAC). Dédié à Roger IV, châtelain de Lille entre 1208 et 1230, l’ouvrage, qui est en réalité une histoire universelle, lui a été attribué voici plus d’un siècle par Paul Meyer, bien qu’aucun des manuscrits connus ne porte son nom.